# Bernard de Pavie
Bernard de Pavie (en latin : Bernardus Papiensis ; en italien : Bernardo di Pavia), né à Pavie au XIIe siècle,  mort le 18 septembre 1213, est un canoniste et un prélat de l'Église catholique.

## L'ecclésiastique
Prévôt du chapitre de la cathédrale de Pavie, Bernard de Pavie est promu, en 1190, évêque de Faenza puis devient, en 1198, évêque de Pavie.

## Le canoniste
Bernard de Pavie est l'auteur du Breviarium extravagantium, une compilation de décrétales et d'autres textes de droit canonique postérieurs au décret de Gratien, compilation connue, depuis le XIIIe siècle, comme la Compilatio prima des Quinque compilationes antiquae.